# Jane Brophy
Jane Brophy, née le 27 aout 1963 à Manchester, est une femme politique britannique.
En 2019, elle est élue député européenne du parti des Libéraux-démocrates. Elle cesse de siéger à partir du 31 janvier 2020, date à laquelle son pays quitte l'Union européenne.